# Isodactylactis elegans
Isodactylactis elegans är en korallart som först beskrevs av Beneden 1897.  Isodactylactis elegans ingår i släktet Isodactylactis och familjen Cerianthidae. Inga underarter finns listade i Catalogue of Life.